# 墨西哥宽边帽
墨西哥宽边帽（Sombrero）是一种源自伊比利亚半岛的男士帽子，後來該種款式的帽子傳播至墨西哥。佩戴者戴上這種帽子後，阳光不會直接照射到他的脸部和眼睛。墨西哥宽边帽的帽顶又高又尖，而且帽檐特別宽。